# 中島そのみ
中島 そのみ（なかじま そのみ、1936年1月2日 - 2023年2月26日）は、日本の歌手、女優。長野県小県郡丸子町（現・上田市）出身。本名：近藤宏子（旧姓：岩下）。夫はテレビプロデューサーの近藤洲弘。

## 来歴・人物
1954年、長野県丸子実業高等学校（現在の長野県丸子修学館高等学校）を卒業。兄を頼って上京し、ドレスメーカー女学院に入学。ジャズ喫茶に出入りするうちに、ウエスタン歌手に転向し、チャック・ワゴン・ボーイズに加入。その個性的な声色と唱法により頭角を表す。
1956年1月、小坂一也の紹介で日本コロムビアから『テキサスの恋唄』でソロ・デビュー。小坂一也とワゴン・マスターズやスイング・ウエストと共演。1958年2月、第1回日劇ウエスタンカーニバルに出演する頃には、人気歌手となっていた。代表曲に『フラフープソング』などがある。
1958年6月、日活の舞台に出演した縁で日活映画『大阪娘と野郎ども』で映画デビュー。1959年には、東宝に入社。多くの映画に出演し、団令子・重山規子とのトリオ（お姐ちゃんトリオ）でよく出演していた。
1963年4月にNETのディレクター近藤洲弘と結婚、1964年1月公開の映画「社長紳士録」を最後に芸能界を引退していたが、『ちびっこ怪獣ヤダモン』ではアニメ制作会社ピー・プロダクションの社長であるうしおそうじから直接中島に「声の出演をしてもらいたい」との説得を受け、出演するに至った経緯がある。
「トサカにくる」という俗語は、中島が映画「お姐ちゃんシリーズ」で使ったことで流行した。

## ディスコグラフィー

### SP
- テキサスの恋唄 (1956年1月。日本コロムビア A-2442。小坂一也との共演。バックはワゴン・マスターズ。B面は小坂一也「ヒュッテのランプ」)
- たくましき男たち (1956年2月。日本コロムビア JL-168。バックはワゴン・マスターズ。B面は東京マムボ・オーケストラ「マムボ・バカン」)
- チャチャチャ天国 (1956年3月。日本コロムビア A-2485。小坂一也との共演。A面は小坂一也「東京チャチャ」)
- 西部の姐御 (1956年5月。日本コロムビア A-2535。バックはワゴン・マスターズ。A面は小坂一也「ビリー・ザ・キッドの物語」)
- 西部のM型娘 (1956年6月。日本コロムビア A-2553。バックはワゴン・マスターズ。A面は小坂一也「銀座横町」)
- 赤い月の下で (1956年10月。日本コロムビア A-2625。バックはワゴン・マスターズ。A面は小坂一也「インディアンの襲撃」)
- カゴシマ・オハーラ (1957年3月。日本コロムビア A-2725。バックはワゴン・マスターズ。A面は小坂一也「炭坑節」)
- 二人歩けば (1958年2月。日本コロムビア A-2980。A面は若山彰「若い僕ら」)
- にゃんにゃんおどり (1958年6月。日本コロムビア CP-87)
- ハイティーン・ベビー (1958年6月。日本コロムビア A-3051。バックは堀威夫とスイング・ウエスト。A面は神戸一郎「俺はハイティーン」)
- この先通行止め (1959年2月。日本コロムビア A-3148。神戸一郎との共演。A面は神戸一郎「恋人を待つなら」)

### 7インチシングル
- ハイティーン・ベビー (1958年6月。日本コロムビア SA-105。バックは堀威夫とスイング・ウエスト。A面は神戸一郎「俺はハイティーン」)
- 東京ベベ（1958年10月。日本コロムビア SA-134。バックはフォア・コインズ、ワゴン・マスターズ。B面は小坂一也「口笛吹けば」)
- 月は地球をまわってる／フラ・フープ・ソング (1958年11月。日本コロムビア SA-149。バックは堀威夫とスイング・ウエスト、東京メール・クワルテット)
- 大学生のお姐ちゃん／銀座ブラブラ（1959年3月。日本コロムビア SA-166。バックは西条孝之助とウエスト・ライナーズ、A面のみクリスタル・シスターズ)
- バリ島よいとこ (1959年5月。日本コロムビア SA-197。三木のり平との共演。B面は筑紫まり「青い真珠」)
- 真夏の磯の昼下り (1959年8月。日本コロムビア SA-234。バックは堀威夫とスイング・ウエスト。A面は守屋浩「恋の渚」)
- お姐ちゃんに任しとキ (1960年7月。日本コロムビア SA-420。中島そのみ・重山規子・団令子名義。バックは大森俊雄とスイング・ウエスト。B面は神戸一郎「海にゃ俺らの夢がある」)
- ヤダモン／オー・ノー・ヤダモン (1967年。キング BS-755)
- ヤダモン／オー・ノー・ヤダモン (1967年。東芝音楽工業 TC-1091)

### CD
- フラ・フープ・ソング (1997年10月。Pヴァイン PCD-1562) *日本コロムビア時代の音源を網羅したコンピレーション

## 出演

### 映画
- 大阪娘と野郎ども（1958年6月1日。日活）
- 酔いどれ幽霊（1958年8月26日。日活）
- 暗黒街の顔役（1959年1月15日。東宝）
- 月は地球を廻ってる（1959年1月22日。日活）
- 大学のお姐ちゃん（1959年3月3日。東宝。お姐ちゃんシリーズ）
- おヤエのママさん女中（1959年3月10日。日活）
- おヤエの家つき女中（1959年4月1日。日活）
- おしゃべり奥様（1959年4月12日。東宝）
- 奥様三羽烏（1959年5月12日。東宝）
- 大学の28人衆（1959年6月28日。東宝）
- 銀座のお姐ちゃん（1959年7月14日。東宝。お姐ちゃんシリーズ）
- 頑張れゴキゲン娘（1959年8月4日。東宝）*主演
- アイ・ラブ・ユウ（1959年8月23日。東宝）
- お姐ちゃん罷り通る（1959年11月22日。東宝。お姐ちゃんシリーズ）
- 爆笑水戸黄門漫遊記（1959年12月15日。東宝）
- 顔役と爆弾娘（1959年12月15日。東宝）*主演
- サラリーガール読本 むだ口かげ口へらず口（ 1960年1月9日。東宝）
- 侍とお姐ちゃん（1960年1月9日。東宝。お姐ちゃんシリーズ）
- サラリーマン御意見帖 男の一大事（1960年2月14日。東宝）
- 銀座退屈娘（1960年3月8日。東宝）*主演
- サラリーマン御意見帖 出世無用（1960年5月28日。東宝）
- お姐ちゃんに任しとキ!（1960年7月31日。東宝。お姐ちゃんシリーズ）
- 八百屋お七 江戸祭り一番娘（1960年8月9日。東宝）*主演
- お姐ちゃんはツイてるぜ（1960年11月19日。東宝。お姐ちゃんシリーズ）
- サラリーマン忠臣蔵（1960年12月25日。東宝）
- 猫と鰹節（1961年1月22日。東宝）
- 出世コースに進路を取れ（1961年1月26日。東宝）
- 続サラリーマン忠臣蔵（1961年2月25日。東宝）
- 特急にっぽん（1961年4月4日。東宝）
- 漫画横丁 アトミックのおぼん スリますわヨの巻（1961年4月16日。東宝）
- 漫画横丁 アトミックのおぼん 女親分対決の巻（1961年5月23日。東宝）
- 続・社長道中記 女親分対決の巻（1961年5月30日。東宝）
- ベビーギャングとお姐ちゃん（1961年12月9日。東宝。お姐ちゃんシリーズ）
- ガンパー課長（1961年12月17日。東宝）
- サラリーマン清水港（1962年1月3日。東宝）
- 女難コースを突破せよ（1962年4月1日。東宝）
- どぶろくの辰（1962年4月29日。東宝）
- 重役候補生No.1（1962年7月7日。東宝）
- ニッポン無責任時代（1962年7月29日。東宝）
- 箱根山（1962年9月15日。東宝）※ナレーター
- 忠臣蔵 花の巻・雪の巻（1962年11月3日。東宝）
- ニッポン無責任野郎（1962年12月23日。東宝）
- にっぽん実話時代（1963年2月16日。東宝）
- ちゃらんぽらん物語（1963年6月1日。松竹）
- お姐ちゃん三代記（1963年12月8日。東宝。お姐ちゃんシリーズ）
- 社長紳士録（1964年1月3日。東宝）

### テレビドラマ
- 案内所てんまつ記（1957年3月15日。NHK）
- あさって屋さん（1957年10月6日～11月3日。NHK）
- かなでほんちろりん村（1958年1月3日。NHK）
- 飛出した千円札（1958年11月16日。日本テレビ）
- OK横丁に集まれ （1959年1月25日、2月8日。日本テレビ。第68話「夜の恐怖」、第70話「幽霊はホントに生きている」）
- ガリばあ先生と女子大生（1962年4月29日。NET）
- ちゃらんぽらん拳法（1962年7月1日～9月2日。フジテレビ）
- 夫婦百景（1963年1月21日。日本テレビ。246話「女系夫婦」）
- 判決（1963年9月18日。NET。第49話「ただ一つの詩」）
- 男嫌い（1963年、日本テレビ。第29話に出演）
- コメディフランキーズ（1964年2月7日、4月17日、4月24日、5月22日。TBS。第32話「夫婦系図」、第42話「マ元帥は知らなかった」、第43話「無名の軍神」、第47話「ジキル博士とハイド氏」）
- 大阪のお婆ちゃん（1964年2月22日。読売テレビ）

### テレビ人形劇
- チロリン村とくるみの木（1956年。NHK）

### テレビ特撮
- 鉄腕アトム (実写版)（1959年3月7日～1960年5月28日。（第一部）フジテレビ。主題歌）

### テレビアニメ
- もぐらのアバンチュール（1958年10月15日。日本テレビ。現存する日本最古の国産TV用カラーアニメ作品。声、歌で出演）
- ちびっこ怪獣ヤダモン（ヤダモン、1967年、フジテレビ）

### CMソング
- まみむめもりながの歌（森永乳業）
- 不二家ハイカップ（不二家）